# Вернер Рост
Вернер Рост (нім. Werner Roost; 30 січня 1909, Віттенберге — ?) — німецький офіцер-підводник, оберлейтенант-цур-зее резерву крігсмаріне.

## Біографія
З 1 серпня 1944 по 4 лютого 1945 року — командир підводного човна U-926.